# Ato da Coroa da Irlanda de 1542
O Ato da Coroa da Irlanda de 1542 (em inglês: Crown of Ireland Act 1542; 33 Hen 8 c. 1) é uma lei do Parlamento da Irlanda, que declara que o Rei Henrique VIII de Inglaterra e os seus sucessores, também seriam Reis da Irlanda. Desde 1171, o monarca de Inglaterra tinha o título de Lorde da Irlanda. O título completo do ato é Uma lei para que o Rei da Inglaterra, seus herdeiros e sucessores, sejam reis da Irlanda (em inglês: An Act that the King of England, his Heirs and Successors, be Kings of Ireland).
Uma das consequências da lei foi que, em 1555, o Papa Paulo IV emitiu um bula papal declarando Felipe II de Espanha e Maria I de Inglaterra como Rei e Rainha da Irlanda. Depois de Maria morrer em 1558, Felipe não fez qualquer alegação à Coroa, mas foi estabelecido o princípio de que a Coroa da Irlanda, e a sua ligação pessoal com a Coroa inglesa, fosse reconhecida a partir de 1555 pela Santa Sé.
Esta lei foi revogada na República da Irlanda pelo Ato do Estatuto da Revisão da Lei (Estatutos da Pré-União Irlandesa) de 1962, mas ainda está em vigor na Irlanda do Norte. O título abreviado foi conferido pelo Ato sobre os títulos curtos (Irlanda do Norte) de 1951.
Na Irlanda do Norte, é considerado traição pôr em risco a soberania ou a sua posse em relação à Coroa inglesa. Era um crime capital até 1998.